# ダビド・プリエト
ダビド・プリエト・ガルベス（David Prieto Gálvez, 1983年1月2日 - ）は、スペイン・セビージャ出身の元サッカー選手。現役時代のポジションはDF（センターバック）。

## 経歴
セビージャFCの下部組織出身。2005年2月6日のレバンテUD戦でデビューした。2006-07シーズン、セビージャ・アトレティコが2部に昇格したため、同じくアンダルシア州のヘレスCDにレンタル移籍した。ハビ・ナバーロが膝の怪我、ジュリアン・エスキュデが恥骨の怪我により欠場が増えたため、2007-08シーズンは出場機会を増やした。2008-09シーズンはオリンピック・リヨンから移籍してきたセバスティアン・スキラシがレギュラーの座を確保したため、プリエトの出場機会は少なくなった。2009-10シーズンは再びヘレスCDへレンタル移籍。
2007年、チームメイトのアントニオ・プエルタが死去したため、クラブは背番号16を永久欠番にしようとした。ところがスペインサッカー連盟に認められなかったため、背番号16はプリエトが着けることになった。
2015年7月6日、レアル・ムルシアからCDアトレティコ・バレアレスに移籍した。